# Rhodhiss
Rhodhiss es un pueblo ubicado en el condado de Burke y condado de Caldwell en el estado estadounidense de Carolina del Norte. La localidad en el año 2000, tenía una población de 336 habitantes en una superficie de 2,7 km², con una densidad poblacional de 144,6 personas por km².

## Geografía
Rhodhiss se encuentra ubicado en las coordenadas 35°46′13″N 81°25′58″O / 35.77028, -81.43278. Según la Oficina del Censo, la localidad tiene un área total de 2,7 km² (1 mi²), de la cual 2,5 km² (1 mi²) es tierra y 0,2 km² (0,1 mi²) (6.67%) es agua.

### Localidades adyacentes
El siguiente diagrama muestra a las localidades en un radio de 8 kilómetros (5 mi) de Rhodhiss.

## Demografía
En el 2000 la renta per cápita promedia del hogar era de $32.875, y el ingreso promedio para una familia era de $41.875. El ingreso per cápita para la localidad era de $18.165. En 2000 los hombres tenían un ingreso per cápita de $27.614 contra $22.917 para las mujeres. Alrededor del 12.50% de la población estaba bajo el umbral de pobreza nacional.